# بازسازی استخوان
بازسازی استخوان، یک فرایند مادام العمر است که در آن بافت استخوان بالغ تخریب شده (فرایندی به نام تجزیه استخوان) و بافت استخوانی جدید تشکیل می‌شود (فرایندی به نام تشکیل استخوان جدید). این فرایند تغییر شکل یا بهبود استخوان در پی صدماتی مانند شکستگی استخوان یا آسیب‌های جزئی که در طی فعالیت طبیعی روزمره رخ می‌دهد را نیز کنترل می‌کنند. در انسان، کل اسکلت بدن تقریباً هر ۱۰ سال یک بار توسط دو فرایند تجزیه استخوان و تشکیل استخوان بازسازی می‌شود. تجزیه استخوان، که در آن استخوان پیر و آسیب دیده توسط استئوکلاستها حذف می‌شود، حدود ۴–۶ هفته طول می‌کشد که روند نسبتاً سریعی است. در حالی که، تشکیل استخوان جدید که توسط استئوبلاستها صورت می‌گیرد، تقریباً ۴–۵ ماه طول می‌کشد. استئوکلاست‌ها و استئوبلاست‌ها سلول‌های تمایزیافته از دو رده سلولی متفاوت هستند: استئوکلاست‌ها از سلول‌های بنیادی خونساز و استئوبلاست‌ها از سلول‌های مزانشیمی متمایز می‌شوند. عدم تعادل در تنظیم دو فرایند تجزیه و تشکیل استخوان منجر به بسیاری از بیماری‌های متابولیک استخوان مانندپوکی استخوان می‌شود.
| محتویات                                       |
| --------------------------------------------- |
| نحوه تشکیل استخوان از سلول‌های بنیادی مزانشیمی |
| نحوه تجزیه استخوان                            |
| منابع                                         |

## نحوه تشکیل استخوان از سلول‌های بنیادی مزانشیمی
نحوه تشکیل استخوان از سلول‌های بنیادی مزانشیمی به ترتیب زیر می‌باشد:
۱) فعال شدن سلول‌های بنیادی مزانشیمی (MSC) توسط فاکتور رشد تغییردهنده بتا و مهاجرت به مکان‌هایی که تجزیه استخوان صورت می‌گیرد که در نهایت پیش استئوبلاست‌ها را می‌سازند.
۲) پیش استئوبلاست‌ها، جمعیت ناهمگن سلولی اند فاکتور رونویسی RUNX2 را بیان کرده که این فاکتور نقش اصلی و کلیدی را در فرایند استخوان سازی ایفا می‌کند. این سلول‌ها توسط آلکالین فسفاتاز و استئوکلسین، استئوبلاست‌ها را می‌سازند.
۳) استئوبلاست‌ها سلول‌های مکعبی شکل قطبی شده هستند که برای ترشح فعال ماتریکس برون‌یاخته‌ای (ECM) تخصص یافته‌اند. این سلول‌ها دارای طول عمر نسبتاً کوتاهی (در استخوان‌های انسان ۳ ماه تخمین زده می‌شود) هستند. ECM که از کلاژن نوع I بسیار غنی ولی هنوز معدنی نشده، به عنوان استخوان‌واره (استئوئید) شناخته می‌شود. معدنی سازی از طریق تجمع فسفات کلسیم به شکل هیدروکسی آپاتیت اتفاق می‌افتد. تشکیل ECM معدنی منجر به ماده سخت اما سبک می‌شود که استخوان را تشکیل می‌دهد.
۴) وقتی که ECM تشکیل شد، استئوبلاست‌ها سه سرنوشت ممکن دارند: به استئوسیت‌های تعبیه شده در ماتریکس معدنی شده استخوان تبدیل شده و اکثر اندامک‌های سیتوپلاسمی خود را از دست می‌دهند، در اثر خزان یاخته‌ای (آپوپتوز) می‌میرند، یا به سلول‌های پوششی استخوان تبدیل می‌شوند.
استئوسیت‌ها، که فراوان‌ترین سلول‌های استخوانی هستند، ۹۰–۹۵٪ از کل سلول‌های استخوانی در یک بزرگسال را تشکیل می‌دهند. آن‌ها در طی تشکیل استخوان از استئوبلاست‌هایی که در مرحله آخر تمایز هستند و توسط ماتریکس غیرمعدنی (استئوئید) احاطه شدند، مشتق می‌شوند. هنگامی که استئوئید معدنی می‌شود، استئوسیت‌ها در آن جا به دام می‌افتند و با یکدیگر و با استئوبلاست‌ها و با سلول‌های پوششی روی سطح استخوان شبکه گسترده‌ای ایجاد می‌کنند. برخلاف استئوبلاست‌ها، استئوسیت‌ها می‌توانند در طول زندگی یک فرد زنده بمانند. این سلول‌ها دارای یک جسم سلولی کوچک و تعداد زیادی دنباله‌های سیتوپلاسمی بلند دندریتیک مانند هستند که کانال در داخل استخوان را تشکیل می‌دهند و نقش مهمی در تنظیم تمایز و عملکرد استئوبلاست و استئوکلاست دارند.
بررسی بیان ژن‌هایrunt-related transcription factor 2 (RUNX2)، alkaline phosphatase (ALP) و osteopontin (OPN) می‌تواند جهت تشخیص درجه تمایز سلول‌های بنیادی مزانشیمی به سلول‌های استخوان استفاده شود.

## تجزیه استخوان توسط استئوکلاست‌ها
تجزیه استخوان توسط استئوکلاست‌ها بدین صورت است که با ترشح هیدروکلریک اسید ماتریکس معدنی تجزیه شده و ترشح پروتئازها به ویژه سیستئین پروتئاز کاتپسین K و ماتریکس متالوپروتئیناز سبب تجزیه ماتریکس آلی می‌شود.